# Tucà becverdós
El tucà becverdós (Ramphastos sulfatus) és una de les moltes espècies de tucà que es troben en les selves centro i sud-americanes. Aquesta espècie pobla les selves entre el sud mexicà i Colòmbia.

## Descripció
És una au de plomatge negre contrastat amb el groc intens del coll i part del pit; posseeix un gran bec de 16 cm de llarg.
El seu nom es deu al fet que té un flamant bec amb els colors de l'arc de Sant Martí. Són de cos negre; en el mascle el bec es presenta de major grandària i el seu coll i pit són de color groc brillant. S'alimenten de fruites, invertebrats i rèptils petits. Mesuren entre 18 i 63cm de llarg, el seu cos i el seu coll són curts, la seva cua depenent de l'espècie, mesura gairebé la meitat fins a gairebé la totalitat del seu cos.

## Distribució i Ecologia
El tucà de bec multicolor està distribuït des del sud de Mèxic fins a Veneçuela i Colòmbia. Habiten en les copes dels arbres de boscos tropicals, subtropicals i selves plujoses de terres baixes, però a vegades se'ls troba en altures de fins a 1.900 msnm. Estableixen els seus nius en els forats dels arbres, on poden habitar altres individus de la mateixa espècie. Això pot provocar amuntegament en els nius, per la qual cosa acomoden les seves cues i becs sota el cos mentre dormen per disposar de més espai. A més de la falta d'espai, és comú que el fons dels forats estigui cobert de restes de les fruites amb què s'alimenten.